# Cryptocarya palmerensis
Cryptocarya palmerensis är en lagerväxtart som beskrevs av C. K. Allen. Cryptocarya palmerensis ingår i släktet Cryptocarya och familjen lagerväxter. Inga underarter finns listade i Catalogue of Life.